# Saint-Hilaire-de-Brethmas
Saint-Hilaire-de-Brethmas [sɛ̃.t‿ilɛʁ də bʁɛtmas] est une commune française située dans le nord du département du Gard en région Occitanie. Commune urbaine de l'agglomération d'Alès, elle compte 4 643 habitants en 2022, après avoir connu une forte hausse de la population depuis 1962. Ses habitants sont appelés les Saint-Hilairois ou  Saint-Hilairoises.
Exposée à un climat méditerranéen, elle est drainée par le Gardon d'Alès, l'Avène  et par deux autres cours d'eau. La commune possède un patrimoine naturel remarquable composé d'une zone naturelle d'intérêt écologique, faunistique et floristique.
Le patrimoine architectural de la commune comprend un immeuble protégé au titre des monuments historiques : l'église Saint-Hilaire, inscrite en 1963.

## Géographie
Saint-Hilaire-de-Brethmas est une commune limitrophe d'Alès, située au nord-ouest.
Le Gardon d'Alès traverse le nord-ouest et le sud-ouest de la commune.

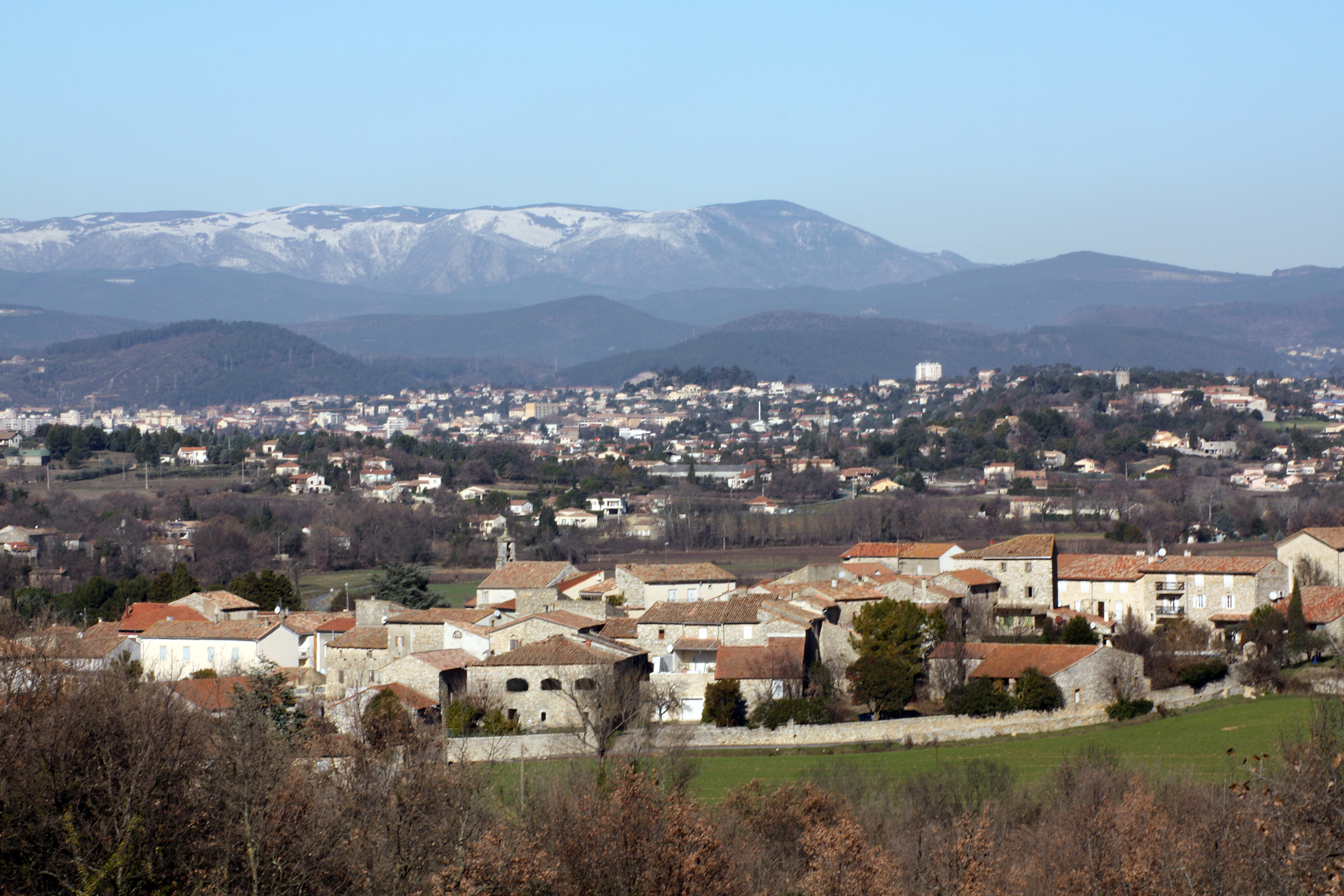
Saint-Hilaire-de-Brethmas, Alès et les Cévennes.

|                         | Alès                      | Saint-Privat-des-Vieux |
| Saint-Christol-lez-Alès | Saint-Hilaire-de-Brethmas | Méjannes-lès-Alès      |
|                         | Vézénobres                | Deaux                  |

### Climat
Pour des articles plus généraux, voir Climat de l'Occitanie et Climat du Gard.
En 2010, le climat de la commune est de type climat méditerranéen franc, selon une étude s'appuyant sur une série de données couvrant la période 1971-2000. En 2020, Météo-France publie une typologie des climats de la France métropolitaine dans laquelle la commune est exposée à un climat méditerranéen, est dans la région climatique Provence, Languedoc-Roussillon, caractérisée par une pluviométrie faible en été, un très bon ensoleillement (2 600 h/an), un été chaud (21,5 °C), un air très sec en été, sec en toutes saisons, des vents forts (fréquence de 40 à 50 % de vents > 5 m/s) et peu de brouillards.
Pour la période 1971-2000, la température annuelle moyenne est de 13,6 °C, avec une amplitude thermique annuelle de 17,7 °C. Le cumul annuel moyen de précipitations est de 929 mm, avec 6,8 jours de précipitations en janvier et 3,2 jours en juillet. Pour la période 1991-2020, la température moyenne annuelle observée sur la station météorologique la plus proche, située sur la commune de Deaux à 3 km à vol d'oiseau, est de 14,9 °C et le cumul annuel moyen de précipitations est de 967,1 mm,. Pour l'avenir, les paramètres climatiques de la commune estimés pour 2050 selon différents scénarios d'émission de gaz à effet de serre sont consultables sur un site dédié publié par Météo-France en novembre 2022.

### Milieux naturels et biodiversité

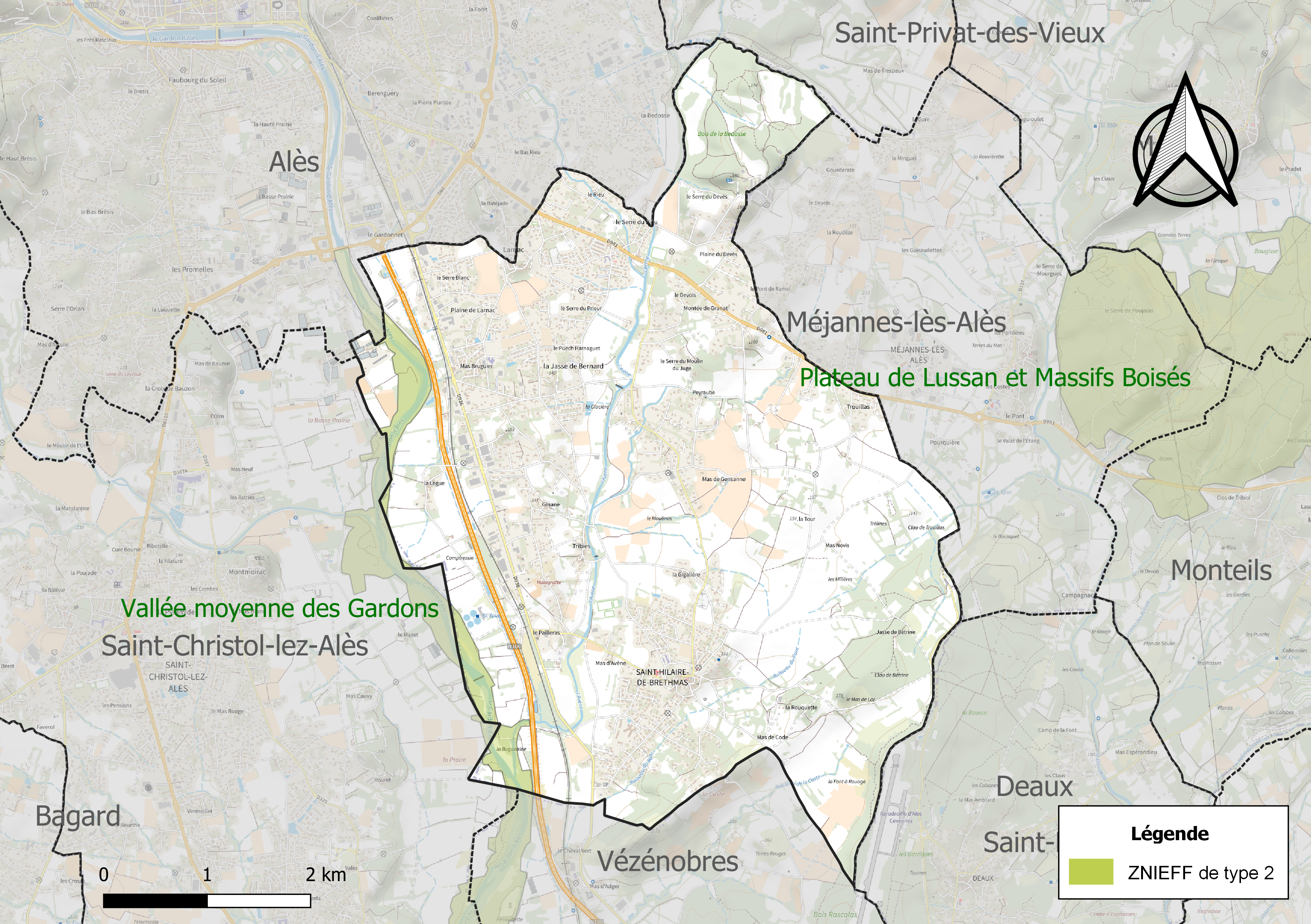
Carte de la ZNIEFF de type 2 localisée sur la commune.

L’inventaire des zones naturelles d'intérêt écologique, faunistique et floristique (ZNIEFF) a pour objectif de réaliser une couverture des zones les plus intéressantes sur le plan écologique, essentiellement dans la perspective d’améliorer la connaissance du patrimoine naturel national et de fournir aux différents décideurs un outil d’aide à la prise en compte de l’environnement dans l’aménagement du territoire.
Une ZNIEFF de type 2 est recensée sur la commune :
la « vallée moyenne des Gardons » (1 848 ha), couvrant 24 communes du département.

## Urbanisme

### Typologie
Au 1er janvier 2024, Saint-Hilaire-de-Brethmas est catégorisée ceinture urbaine, selon la nouvelle grille communale de densité à sept niveaux définie par l'Insee en 2022.
Elle appartient à l'unité urbaine d'Alès, une agglomération intra-départementale regroupant 22  communes, dont elle est une commune de la banlieue,,. Par ailleurs la commune fait partie de l'aire d'attraction d'Alès, dont elle est une commune de la couronne,. Cette aire, qui regroupe 64 communes, est catégorisée dans les aires de 50 000 à moins de 200 000 habitants,.

### Occupation des sols
L'occupation des sols de la commune, telle qu'elle ressort de la base de données européenne d’occupation biophysique des sols Corine Land Cover (CLC), est marquée par l'importance des territoires agricoles (64,7 % en 2018), en diminution par rapport à 1990 (73,4 %). La répartition détaillée en 2018 est la suivante : 
zones agricoles hétérogènes (48,3 %), zones urbanisées (26 %), cultures permanentes (11,2 %), forêts (5,5 %), prairies (5,1 %), zones industrielles ou commerciales et réseaux de communication (3,2 %), milieux à végétation arbustive et/ou herbacée (0,5 %). L'évolution de l’occupation des sols de la commune et de ses infrastructures peut être observée sur les différentes représentations cartographiques du territoire : la carte de Cassini (XVIIIe siècle), la carte d'état-major (1820-1866) et les cartes ou photos aériennes de l'IGN pour la période actuelle (1950 à aujourd'hui).

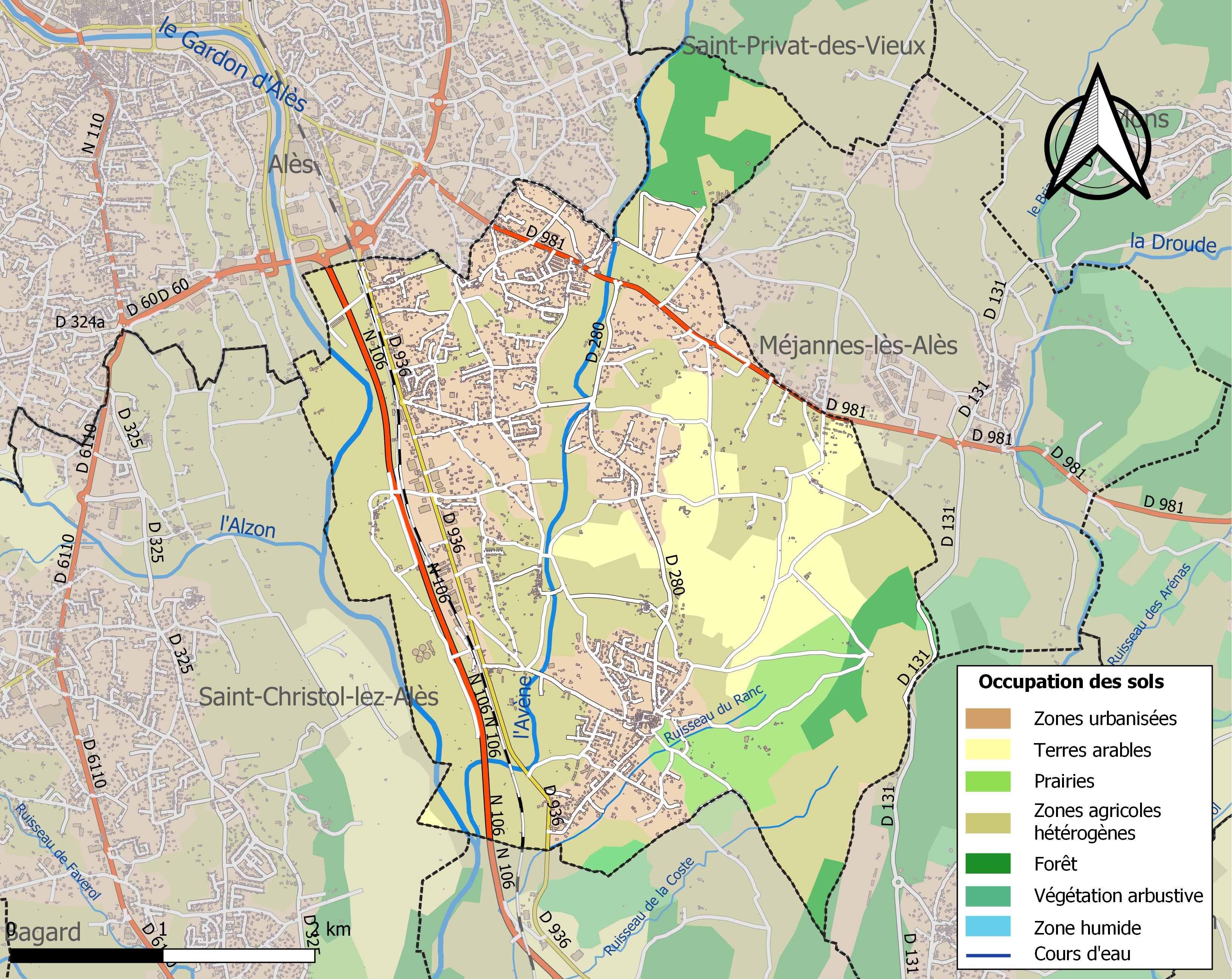
Carte des infrastructures et de l'occupation des sols de la commune en 2018 (CLC).

### Risques majeurs
Le territoire de la commune de Saint-Hilaire-de-Brethmas est vulnérable à différents aléas naturels : météorologiques (tempête, orage, neige, grand froid, canicule ou sécheresse), inondations, feux de forêts et séisme (sismicité faible). Il est également exposé à deux risques technologiques, le transport de matières dangereuses et la rupture d'un barrage, et à un risque particulier : le risque de radon. Un site publié par le BRGM permet d'évaluer simplement et rapidement les risques d'un bien localisé soit par son adresse soit par le numéro de sa parcelle.

#### Risques naturels
La commune fait partie du territoire à risques importants d'inondation (TRI) d'Alès, regroupant 37 communes autour d'Alès, un des 31 TRI qui ont été arrêtés fin 2012 sur le bassin Rhône-Méditerranée, retenu au regard des risques de débordements de la Cèze et des Gardons. Parmi les dernières crues significatives qui ont touché le territoire figurent celles de 1958 et de septembre 2002. Des cartes des surfaces inondables ont été établies pour trois scénarios : fréquent (crue de temps de retour de 10 ans à 30 ans), moyen (temps de retour de 100 ans à 300 ans) et extrême (temps de retour de l'ordre de 1 000 ans, qui met en défaut tout système de protection),. La commune a été reconnue en état de catastrophe naturelle au titre des dommages causés par les inondations et coulées de boue survenues en 1982, 1983, 1987, 1988, 1992, 1993, 1995, 1997, 1998, 2001, 2002, 2010 et 2014,.

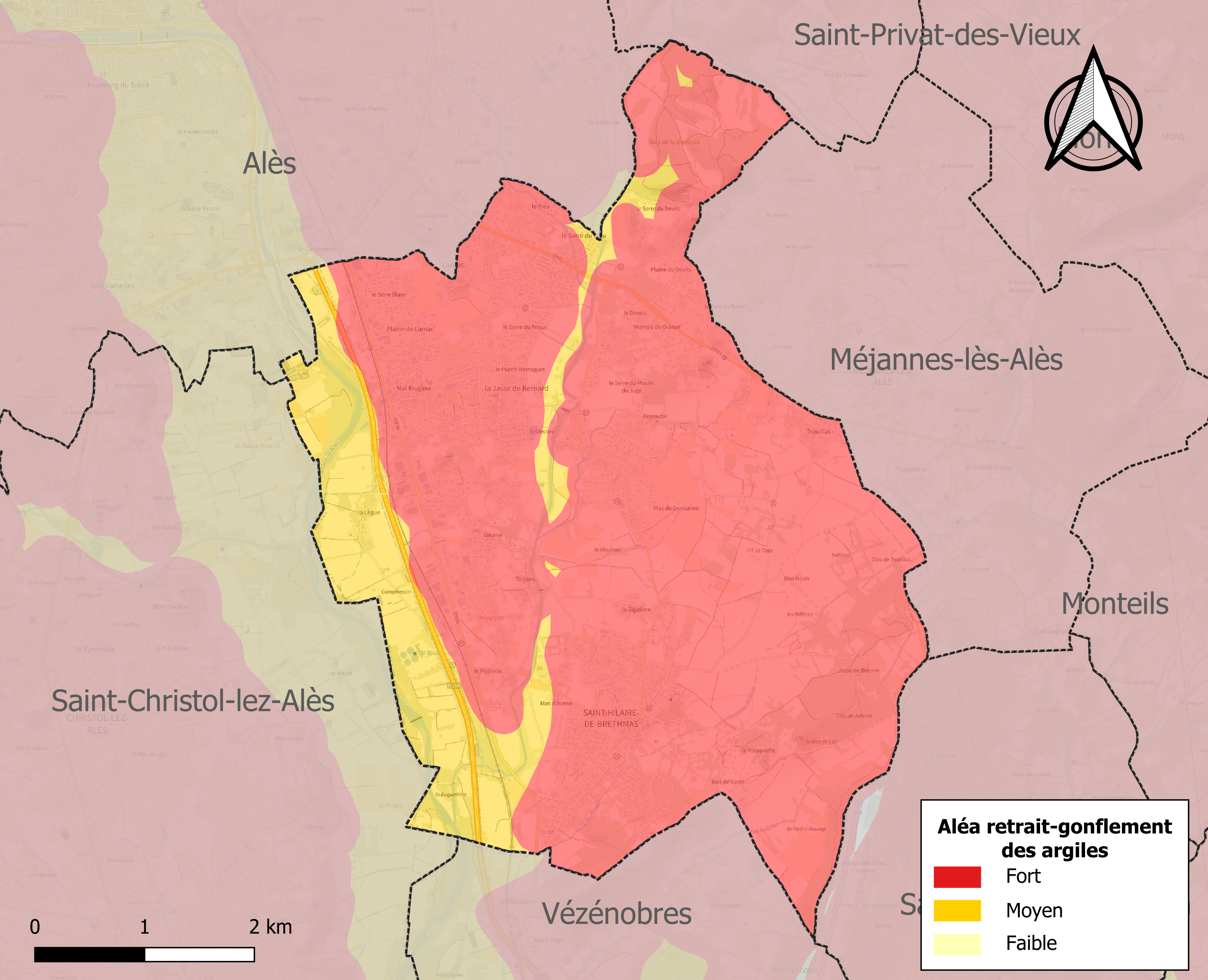
Carte des zones d'aléa retrait-gonflement des sols argileux de Saint-Hilaire-de-Brethmas.

Le retrait-gonflement des sols argileux est susceptible d'engendrer des dommages importants aux bâtiments en cas d’alternance de périodes de sécheresse et de pluie. La totalité de la commune est en aléa moyen ou fort (67,5 % au niveau départemental et 48,5 % au niveau national). Sur les 1 781 bâtiments dénombrés sur la commune en 2019, 1781 sont en aléa moyen ou fort, soit 100 %, à comparer aux 90 % au niveau départemental et 54 % au niveau national. Une cartographie de l'exposition du territoire national au retrait gonflement des sols argileux est disponible sur le site du BRGM,.
Par ailleurs, afin de mieux appréhender le risque d’affaissement de terrain, l'inventaire national des cavités souterraines permet de localiser celles situées sur la commune.
Concernant les mouvements de terrains, la commune a été reconnue en état de catastrophe naturelle au titre des dommages causés par la sécheresse en 2012, 2016, 2017 et 2019 et par des mouvements de terrain en 1983.

#### Risques technologiques
Le risque de transport de matières dangereuses sur la commune est lié à sa traversée par des infrastructures routières ou ferroviaires importantes ou la présence d'une canalisation de transport d'hydrocarbures. Un accident se produisant sur de telles infrastructures est en effet susceptible d’avoir des effets graves au bâti ou aux personnes jusqu’à 350 m, selon la nature du matériau transporté. Des dispositions d’urbanisme peuvent être préconisées en conséquence.
La commune est en outre située en aval du barrage de Sainte-Cécile-d'Andorge, un ouvrage de classe A doté d'un PPI. À ce titre elle est susceptible d’être touchée par l’onde de submersion consécutive à la rupture de cet ouvrage.

#### Risque particulier
Dans plusieurs parties du territoire national, le radon, accumulé dans certains logements ou autres locaux, peut constituer une source significative d’exposition de la population aux rayonnements ionisants. Certaines communes du département sont concernées par le risque radon à un niveau plus ou moins élevé. Selon la classification de 2018, la commune de Saint-Hilaire-de-Brethmas est classée en zone 2, à savoir zone à potentiel radon faible mais sur lesquelles des facteurs géologiques particuliers peuvent faciliter le transfert du radon vers les bâtiments.

## Préhistoire
La grotte de La Rouquette a fait l'objet d'importantes fouilles par le Groupe Alésien de Recherches Archéologiques notamment dans les années 1990. Successivement utilisée par le groupe de Ferrières (3400-2700 avant J.-C.) puis par le groupe de Fontbouisse (2800-2300 avant J.-C.), elle a livré de nombreuses céramiques, des éléments de parure ainsi que des objets en cuivre. Deux stèles anthropomorphes fragmentaires ont également été retrouvées.

## Histoire
Au Moyen Âge, Saint- Hilaire de Brethmas faisait partie avec Vézénobres et Montèze du marquisat de Montmoyrac dont furent titulaires les De Serinhac, membres de la milice du Temple, et après leur élimination, les De Maubuisson, les Du Puy de Cendras, les de Tremolet de Robiac puis les Demstrex.
C'est à Saint-Hilaire de Brethmas que se déroulèrent le 12 mai 1704, au pont d'Avène, les premières négociations directes entre Jean Cavalier, initialement le plus important chef camisard, et le marquis de La Lande, mandaté par le maréchal de Villars. Ces négociations se poursuivirent jusqu'à une paix accordée par Louis XIV, par un texte qui parvient à Nîmes le 27 mai. Après un très bref passage au service du roi, Cavalier et une petite troupe de fidèles, craignant pour leur liberté, s'évadent en août vers la Suisse. Durant ce temps, la guerre des Cévennes est poursuivie par les autres chefs camisards, jusqu'à leur défaite complète fin 1704.
Au cours de la Révolution française, la commune porte provisoirement le nom de Brethmas-Avesnes.

## Héraldique
| Blason de Saint-Hilaire-de-Brethmas | Blason  | D'or à la croix celtique de gueules, au comble losangé de sable et d'argent. |
| Blason de Saint-Hilaire-de-Brethmas | Détails | Le statut officiel du blason reste à déterminer.                             |

## Climat
Le climat de Saint-Hilaire est mesuré depuis 2014 à l'aide des relevés de la station météorologique de Saint-Hilaire-de-Brethmas qui se situe dans le secteur de La Jasse de Bernard.
Le climat est caractérisé par des crues fréquentes en automne de la rivière Avène.

## Toponymie
La plus vieille écriture connue du nom de la paroisse est issue de la cartographie de la seigneurie d'Alais, en 1376, où l'on trouve la paroisse de Saint Ylari de Breto Manso.
On trouve l'orthographe actuelle au XIVe siècle et on constate que la paroisse était dédiée à saint Hilaire qui fut archevêque d'Arles, dans la première moitié du Ve siècle.
L'origine de Brethmas est des plus claires : formée de Bretho, nom propre du propriétaire d'un Mas. Ce dernier mot dérive du latin Mansus, et désigne dans le Midi une habitation de campagne.

## Politique et administration

### Rattachements électoraux
Pour l'élection des députés, elle fait partie de la quatrième circonscription du Gard.

### Liste des maires
| Période                                  | Période                      | Identité           | Étiquette                | Qualité                                                     |
| ---------------------------------------- | ---------------------------- | ------------------ | ------------------------ | ----------------------------------------------------------- |
| Les données manquantes sont à compléter. |                              |                    |                          |                                                             |
| mars 1971                                | mars 1983                    | Émile Maurin       |                          | Instituteur                                                 |
| mars 1983                                | mars 2014                    | Gérard Roux        | DVD puis UDF puis UDI-NC | Agriculteur Conseiller général d'Alès-Sud-Est (1994 → 2015) |
| mars 2014                                | En cours (au 4 juillet 2020) | Jean-Michel Perret | DVG-PS                   | Chef d'entreprise Réélu pour le mandat 2020-2026            |

## Démographie
L'évolution du nombre d'habitants est connue à travers les recensements de la population effectués dans la commune depuis 1793. Pour les communes de moins de 10 000 habitants, une enquête de recensement portant sur toute la population est réalisée tous les cinq ans, les populations de référence des années intermédiaires étant quant à elles estimées par interpolation ou extrapolation. Pour la commune, le premier recensement exhaustif entrant dans le cadre du nouveau dispositif a été réalisé en 2005.

En 2022, la commune comptait 4 643 habitants, en évolution de +8,66 % par rapport à 2016 (Gard : +2,97 %, France hors Mayotte : +2,11 %).
| 1793 | 1800 | 1806 | 1821 | 1831 | 1836 | 1841 | 1846 | 1851 |
| ---- | ---- | ---- | ---- | ---- | ---- | ---- | ---- | ---- |
| 650  | 534  | 595  | 620  | 645  | 738  | 676  | 868  | 939  |

| 1856  | 1861  | 1866 | 1872 | 1876  | 1881 | 1886 | 1891 | 1896 |
| ----- | ----- | ---- | ---- | ----- | ---- | ---- | ---- | ---- |
| 1 014 | 1 007 | 956  | 959  | 1 016 | 926  | 941  | 940  | 966  |

| 1901  | 1906  | 1911  | 1921  | 1926  | 1931  | 1936  | 1946  | 1954  |
| ----- | ----- | ----- | ----- | ----- | ----- | ----- | ----- | ----- |
| 1 034 | 1 087 | 1 067 | 1 036 | 1 162 | 1 264 | 1 271 | 1 293 | 1 553 |

| 1962  | 1968  | 1975  | 1982  | 1990  | 1999  | 2005  | 2006  | 2010  |
| ----- | ----- | ----- | ----- | ----- | ----- | ----- | ----- | ----- |
| 2 022 | 2 413 | 2 761 | 2 843 | 3 470 | 3 619 | 4 099 | 4 257 | 4 182 |

| 2015  | 2020  | 2022  | - | - | - | - | - | - |
| ----- | ----- | ----- | - | - | - | - | - | - |
| 4 174 | 4 598 | 4 643 | - | - | - | - | - | - |

## Économie

### Revenus
En 2018  (données Insee publiées en septembre 2021), la commune compte 1 960 ménages fiscaux, regroupant 4 678 personnes. La médiane du revenu disponible par unité de consommation est de 21 320 € (20 020 € dans le département). 48 % des ménages fiscaux sont imposés (43,9 % dans le département).

### Emploi
|                | 2008   | 2013 | 2018  |
| -------------- | ------ | ---- | ----- |
| Commune        | 8,4 %  | 11 % | 9,4 % |
| Département    | 10,6 % | 12 % | 12 %  |
| France entière | 8,3 %  | 10 % | 10 %  |

En 2018, la population âgée de 15 à 64 ans s'élève à 2 536 personnes, parmi lesquelles on compte 73,7 % d'actifs (64,3 % ayant un emploi et 9,4 % de chômeurs) et 26,3 % d'inactifs,. En  2018, le taux de chômage communal (au sens du recensement) des 15-64 ans est inférieur à celui de la France et du département, alors qu'en 2008 il était supérieur à celui de la France.
La commune fait partie de la couronne de l'aire d'attraction d'Alès, du fait qu'au moins 15 % des actifs travaillent dans le pôle,. Elle compte 889 emplois en 2018, contre 1 015 en 2013 et 1 101 en 2008. Le nombre d'actifs ayant un emploi résidant dans la commune est de 1 701, soit un indicateur de concentration d'emploi de 52,3 % et un taux d'activité parmi les 15 ans ou plus de 52,9 %.
Sur ces 1 701 actifs de 15 ans ou plus ayant un emploi, 340 travaillent dans la commune, soit 20 % des habitants. Pour se rendre au travail, 91,1 % des habitants utilisent un véhicule personnel ou de fonction à quatre roues, 2,5 % les transports en commun, 2,9 % s'y rendent en deux-roues, à vélo ou à pied et 3,6 % n'ont pas besoin de transport (travail au domicile).

### Activités hors agriculture

#### Secteurs d'activités
455 établissements sont implantés  à Saint-Hilaire-de-Brethmas au 31 décembre 2019. Le tableau ci-dessous en détaille le nombre par secteur d'activité et compare les ratios avec ceux du département,.
| Secteur d'activité                                                                                        | Commune | Commune | Département |
| Secteur d'activité                                                                                        | Nombre  | %       | %           |
| --- | ------- | ------- | ----------- |
| Ensemble                                                                                                  | 455     | 100 %   | (100 %)     |
| Industrie manufacturière, industries extractives et autres                                                | 37      | 8,1 %   | (7,9 %)     |
| Construction                                                                                              | 95      | 20,9 %  | (15,5 %)    |
| Commerce de gros et de détail, transports, hébergement et restauration                                    | 145     | 31,9 %  | (30 %)      |
| Information et communication                                                                              | 12      | 2,6 %   | (2,2 %)     |
| Activités financières et d'assurance                                                                      | 11      | 2,4 %   | (3 %)       |
| Activités immobilières                                                                                    | 15      | 3,3 %   | (4,1 %)     |
| Activités spécialisées, scientifiques et techniques et activités de services administratifs et de soutien | 65      | 14,3 %  | (14,9 %)    |
| Administration publique, enseignement, santé humaine et action sociale                                    | 38      | 8,4 %   | (13,5 %)    |
| Autres activités de services                                                                              | 37      | 8,1 %   | (8,8 %)     |

Le secteur du commerce de gros et de détail, des transports, de l'hébergement et de la restauration est prépondérant sur la commune puisqu'il représente 31,9 % du nombre total d'établissements de la commune (145 sur les 455 entreprises implantées  à Saint-Hilaire-de-Brethmas), contre 30 % au niveau départemental.

#### Entreprises et commerces
Les cinq entreprises ayant leur siège social sur le territoire communal qui génèrent le plus de chiffre d'affaires en 2020 sont : 
- Euro Pilot Car, services auxiliaires des transports terrestres (5 019 k€) ;
- Delta Industrie Service - Dis, fabrication d'ordinateurs et d'équipements périphériques (4 564 k€) ;
- Bazar Aubenas, commerce de gros (commerce interentreprises) d'autres biens domestiques (3 922 k€) ;
- Cevennes Materiels Ales, commerce de gros (commerce interentreprises) de matériel agricole (3 871 k€) ;
- CP France, commerce de gros (commerce interentreprises) de quincaillerie (2 673 k€).

### Agriculture
La commune est dans les Garrigues, une petite région agricole occupant le centre du département du Gard. En 2020, l'orientation technico-économique de l'agriculture  sur la commune est la polyculture et/ou le polyélevage.
|               | 1988 | 2000 | 2010 | 2020 |
| ------------- | ---- | ---- | ---- | ---- |
| Exploitations | 29   | 22   | 19   | 18   |
| SAU (ha)      | 430  | 553  | 391  | 276  |

Le nombre d'exploitations agricoles en activité et ayant leur siège dans la commune est passé de 29 lors du recensement agricole de 1988  à 22 en 2000 puis à 19 en 2010 et enfin à 18 en 2020, soit une baisse de 38 % en 32 ans. Le même mouvement est observé à l'échelle du département qui a perdu pendant cette période 61 % de ses exploitations,. La surface agricole utilisée sur la commune a également diminué, passant de 430 ha en 1988 à 276 ha en 2020. Parallèlement la surface agricole utilisée moyenne reste stable à 15 ha.

## Culture locale et patrimoine

### Lieux et monuments
- Monument dédié à la rencontre entre Jean Cavalier et le maréchal de Villars, qui mit fin à la guerre des Camisards sur la route de Nîmes.
- Église Saint-Hilaire de Saint-Hilaire-de-Brethmas, de style roman, construite au XIIe siècle. L'édifice a été inscrit au titre des monuments historiques en 1963[41].
- Église Sainte-Thérèse de la Jasse-de-Bernard.
- Temple protestant de Saint-Hilaire-de-Brethmas.

Commune de Saint-Hilaire-de-Brethmas
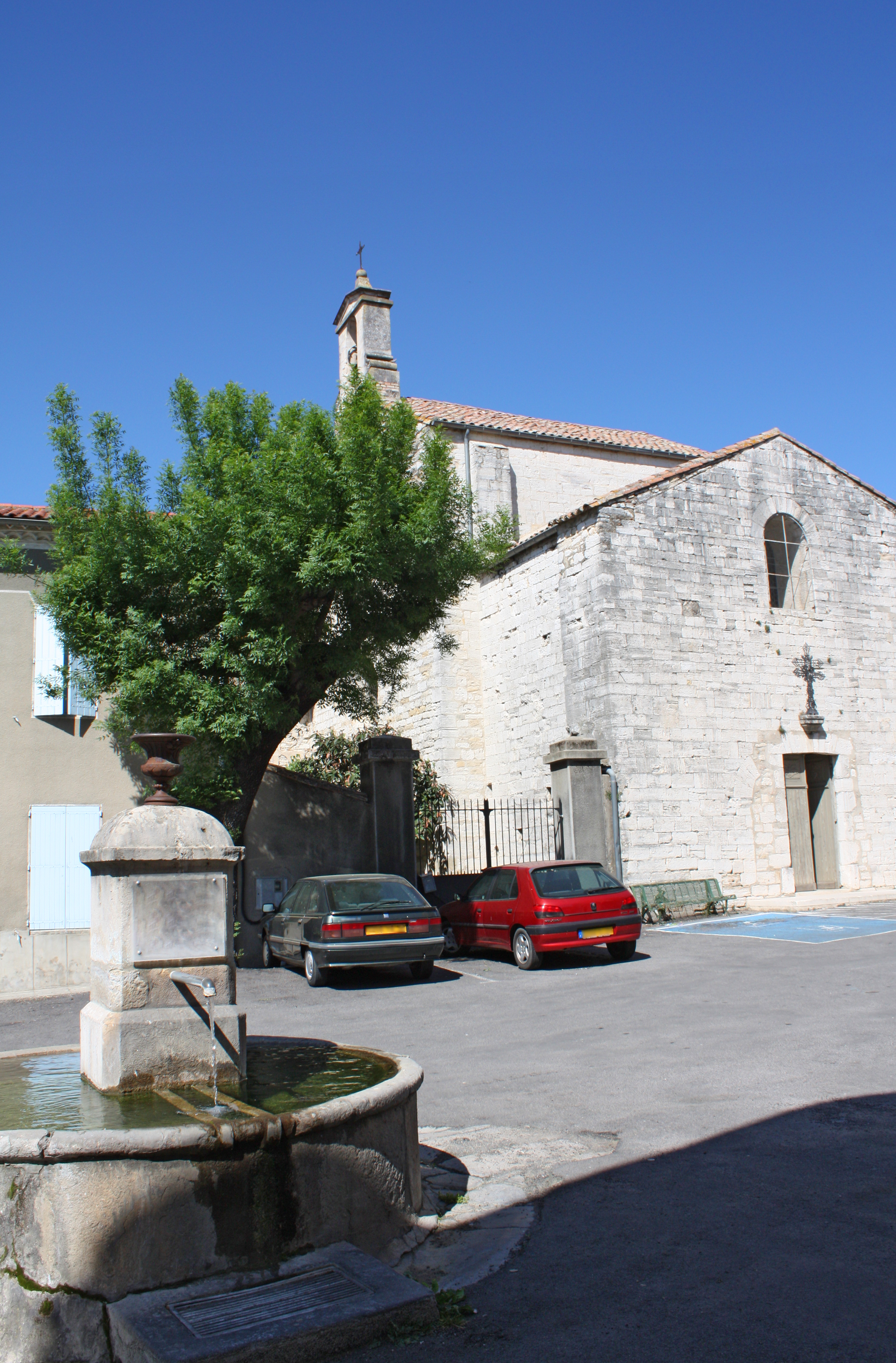
La fontaine et l'église.
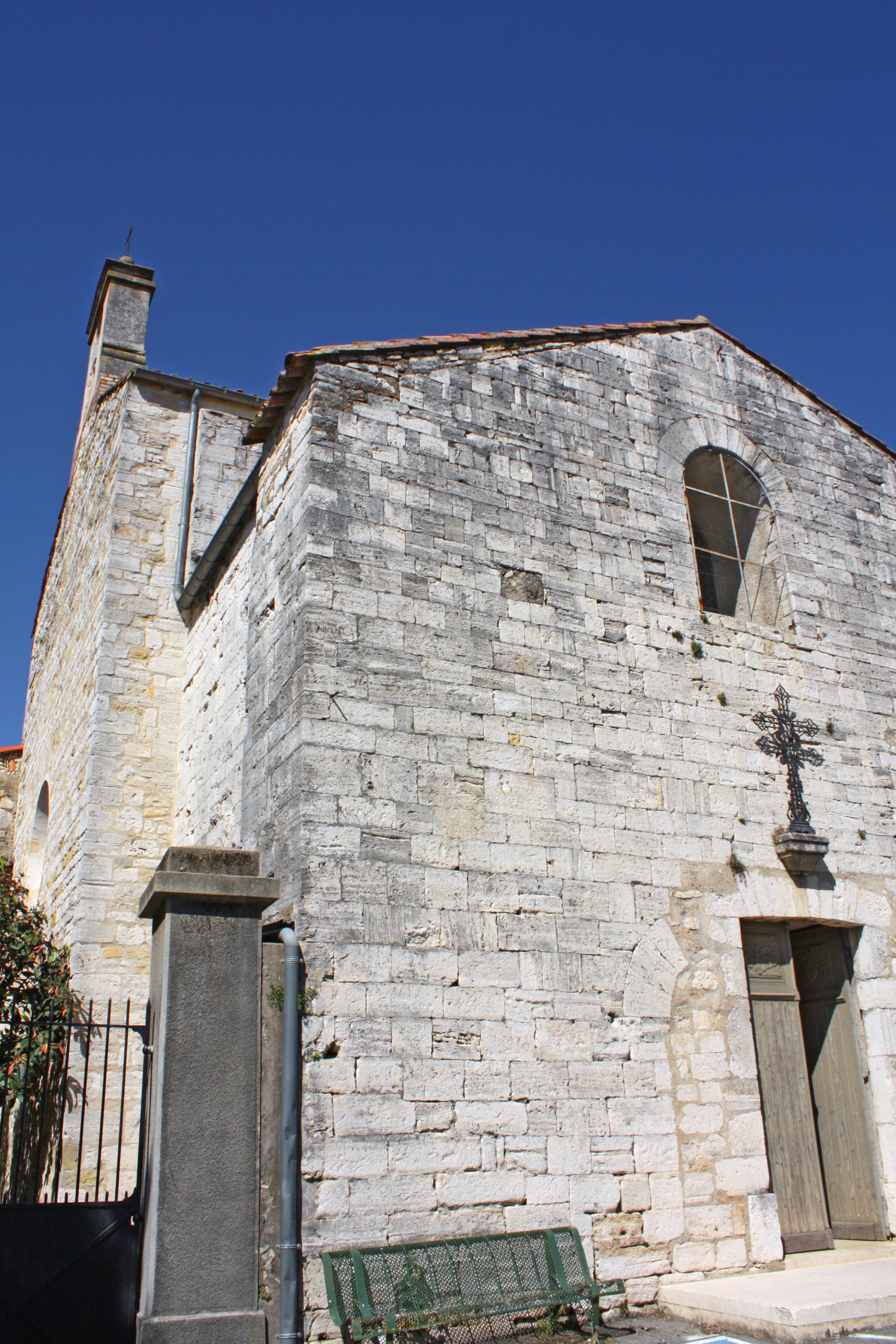
Église Saint-Hilaire.
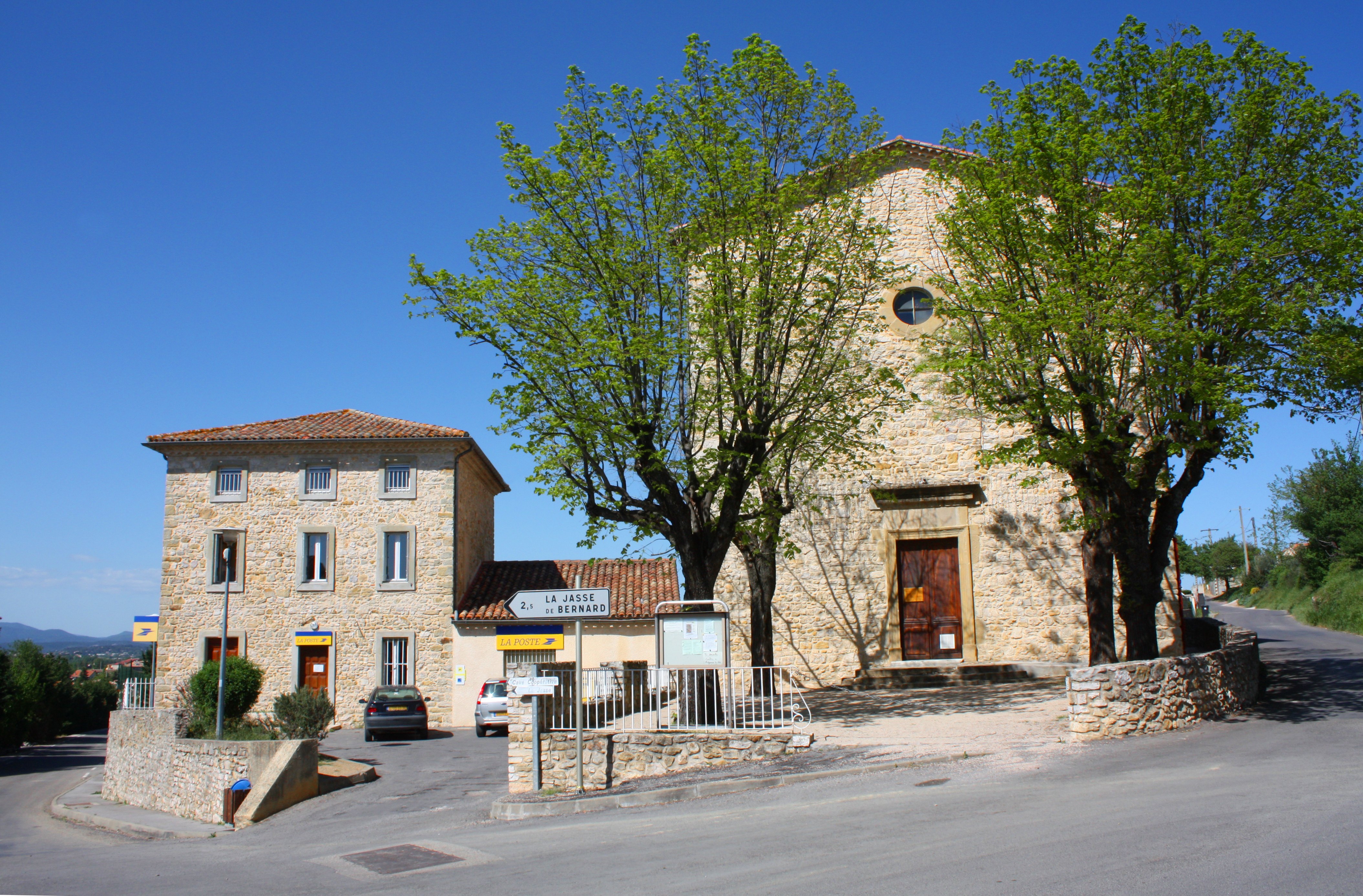
La poste et le temple protestant.
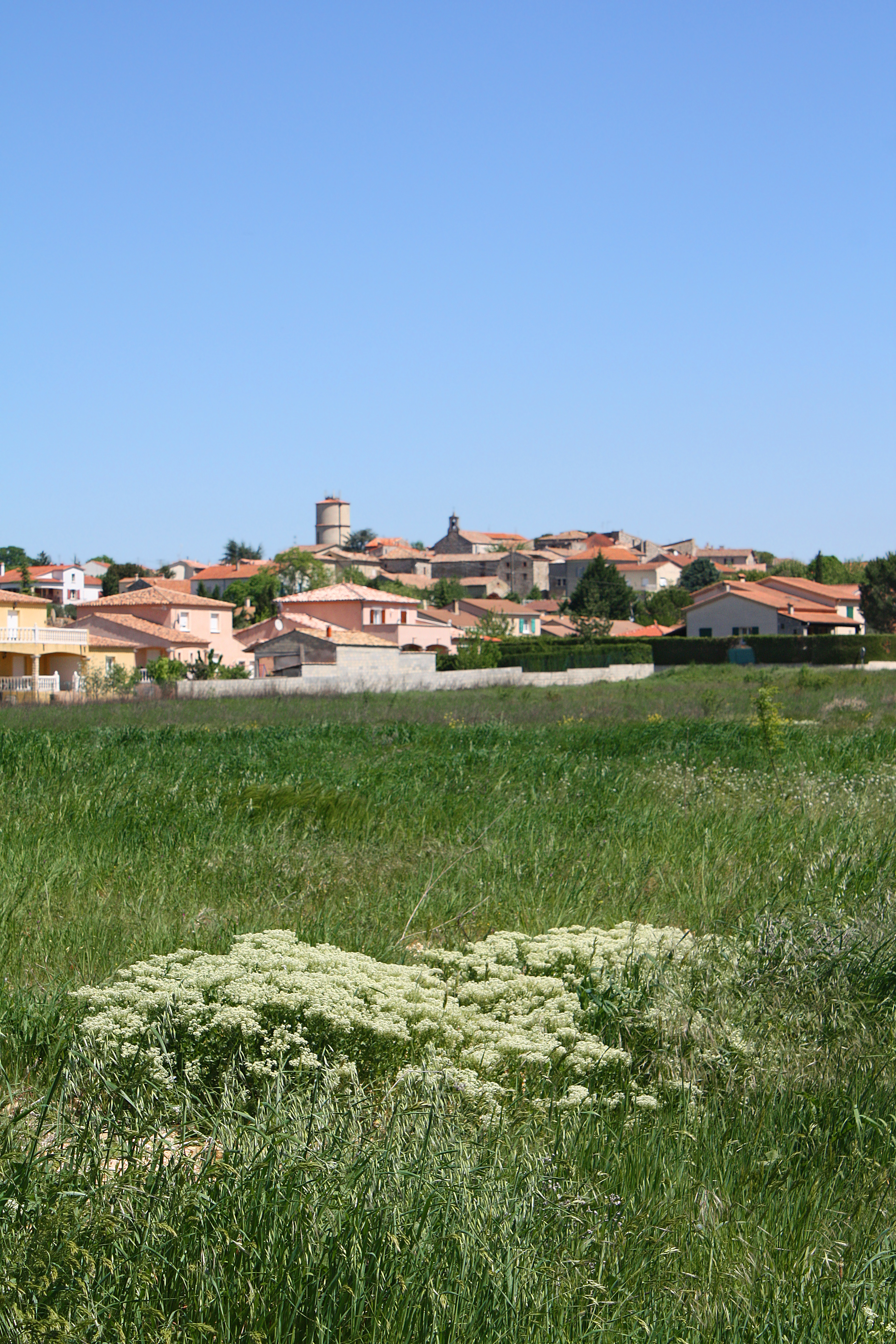
Le village au printemps.
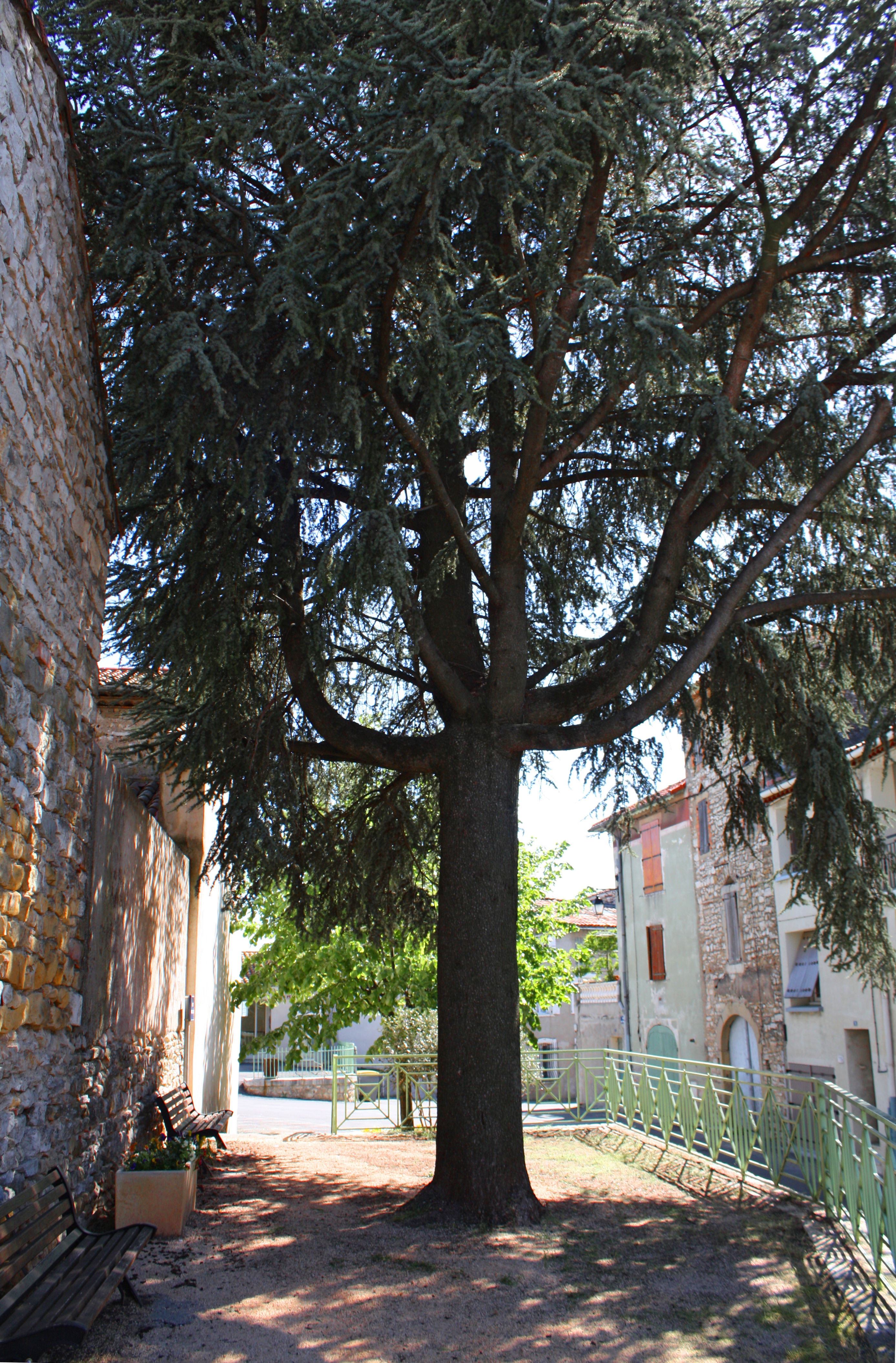
Espace Maurice Puech.
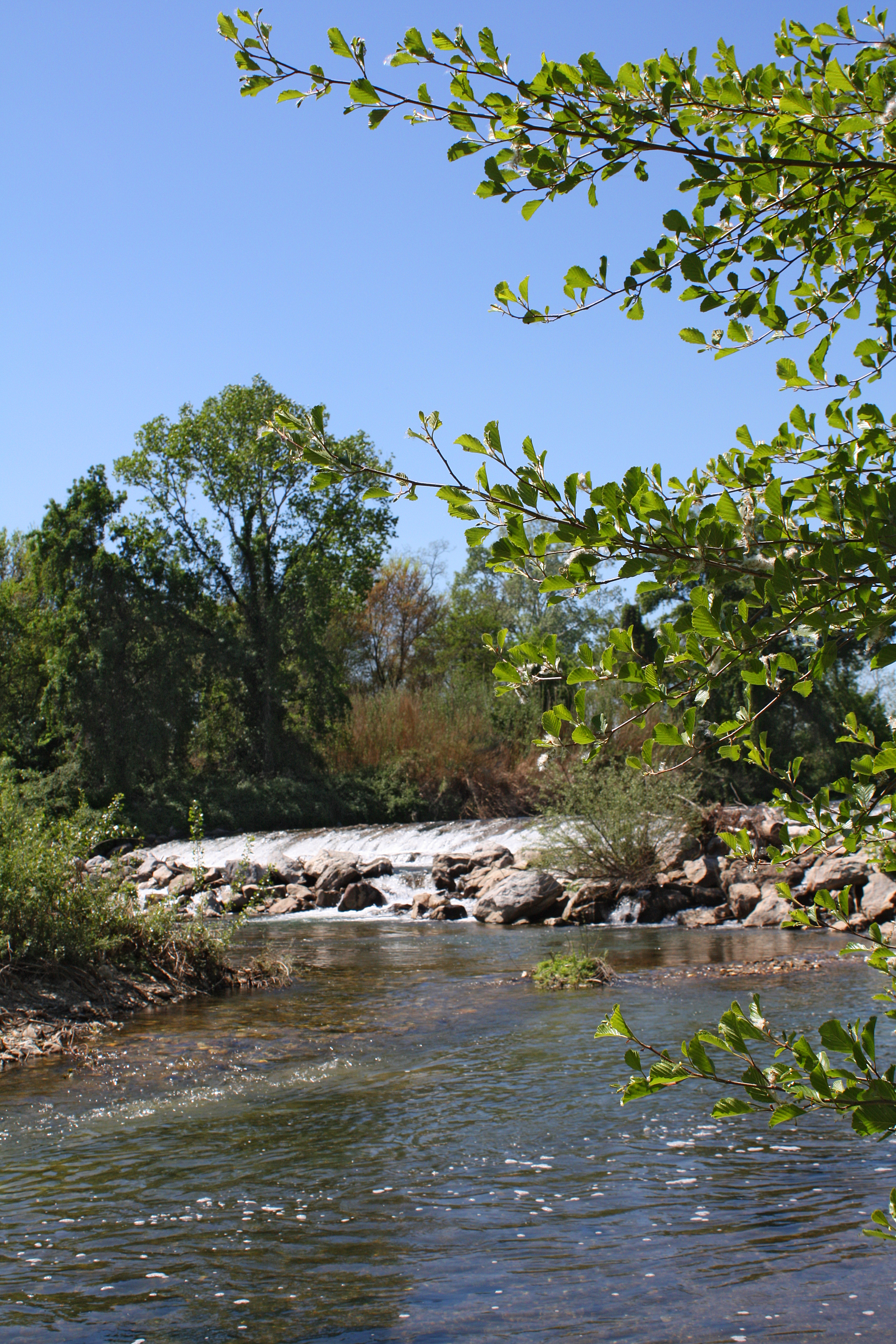
Dénivelé sur le Gardon d'Alès.
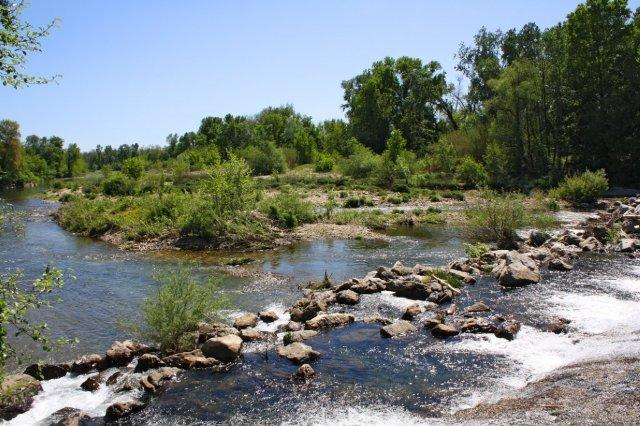
Le Gardon d'Alès.

### Personnalités liées à la commune
- Théodore-Jules Cazot (1821-1912), député puis sénateur du Gard, avocat puis magistrat, plusieurs fois ministre de la Justice sous la IIIe République.
- Marius Devèze (1863-1940), député du Gard.
- Roger Roucaute (1912-1991), résistant, député du Gard et maire d'Alès.
- Aurélien Rousseau (né en 1976), haut fonctionnaire, ancien ministre de la Santé et député des Yvelines depuis 2024.